# 石田一雄
石田 一雄（いしだ かずお、1925年4月1日 - 1985年8月12日）は、日本の経営者。京都府出身。

## 経歴
1947年に京都大学工学部応用化学科を卒業し、同年に阪神電気鉄道に入社。
主に車両部門で務め、1979年6月に取締役に就任し、1982年6月には常務に就任した。
1985年8月12日、運輸省（現・国土交通省）本庁舎で開催された日本民営鉄道協会の会議に私用で出席出来なくなった電鉄本社代表取締役社長：久万俊二郎（阪神タイガース球団オーナー）の代理として出席した電鉄本社専務取締役（球団社長）の中埜肇に同行し、大阪へ戻る為に搭乗した日本航空123便の墜落事故で中埜と共に犠牲となった。60歳没。